# Tianna Bartoletta
Tianna Madison-Bartoletta (Elyria, 30 agosto 1985) è una lunghista e velocista statunitense.
Nel salto in lungo è stata campionessa olimpica ai Giochi di Rio de Janeiro 2016 e campionessa mondiale ad Helsinki 2005 e Pechino 2015. Ha conquistato inoltre due titoli olimpici della staffetta 4×100 metri ai Giochi di Londra 2012 e Rio de Janeiro 2016. Di quest'ultima specialità detiene, insieme ad Allyson Felix, Bianca Knight e Carmelita Jeter, il record mondiale con il tempo di 40"82, stabilito nella finale olimpica di Londra 2012.

## Biografia
Tianna Bartoletta ha frequentato l'Elyria High School in Ohio prima di entrare nell'Università del Tennessee, dove ha gareggiato nel salto in lungo e nella velocità dal 2004 al 2005. Nel 2005 ha vinto nel salto in lungo i titoli Southeastern Conference (S.E.C.) e National Collegiate Athletic Association (NCAA), sia outdoor che indoor. Nell'agosto dello stesso anno ha conquistato la medaglia d'oro ai Mondiali di Helsinki, con un nuovo personale nel salto in lungo di 6,89 m. Il 17 agosto 2016 si è aggiudicata la medaglia d'oro nel salto in lungo ai Giochi olimpici di Rio de Janeiro con il nuovo record personale di 7,17 m.

## Record mondiali
Seniores
- Staffetta 4×100 metri: 40"82 ( Londra, 10 agosto 2012)  (Tianna Bartoletta, Allyson Felix, Bianca Knight, Carmelita Jeter)

## Progressione

### 100 metri piani
| Stagione | Tempo | Luogo             | Data      | Rank. Mond. |
| -------- | ----- | ----------------- | --------- | ----------- |
| 2021     | 10"96 | Miramar           | 5-6-2021  |             |
| 2020     | 11"44 | Des Moines        | 29-8-2020 |             |
| 2019     | 11"44 | Atlanta           | 19-4-2019 |             |
| 2018     | 11"43 | Kingston          | 19-5-2018 | 194ª        |
| 2017     | 11"04 | Berlino           | 27-8-2017 | 23ª         |
| 2016     | 10"78 | Eugene            | 3-7-2016  | 3ª          |
| 2015     | 10"94 | Eugene            | 26-6-2015 | 14ª         |
| 2014     | 10"92 | Sacramento        | 27-6-2014 | 5ª          |
| 2013     | 11"41 | Ponce             | 18-5-2013 | 128ª        |
| 2012     | 10"85 | Londra            | 4-8-2012  | 4ª          |
| 2011     | 11"29 | Clermont          | 21-5-2011 | 66ª         |
| 2010     | 11"20 | Villeneuve-d'Ascq | 24-8-2010 | 33ª         |
| 2009     | 11"05 | New York          | 30-5-2009 | 11ª         |
| 2008     | 11"54 | Los Angeles       | 11-4-2008 | 227ª        |
| 2006     | 11"52 | Gainesville       | 1-4-2006  | 173ª        |
| 2005     | 11"41 | Knoxville         | 9-4-2005  | 83ª         |
| 2004     | 11"50 | Knoxville         | 9-4-2004  | 174ª        |
| 2002     | 11"98 | Raleigh           | 14-6-2002 |             |

### 200 metri piani

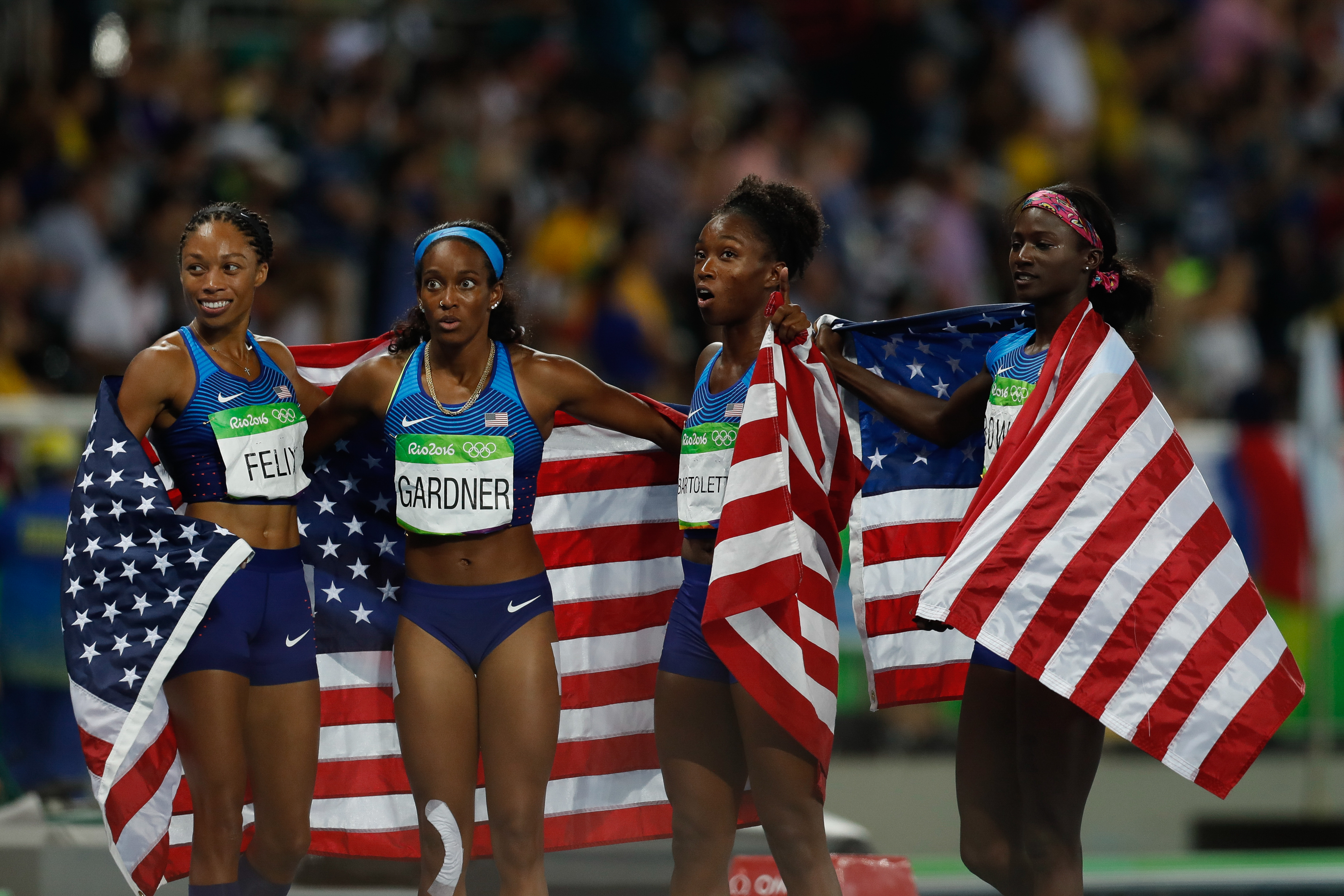
Allyson Felix, English Gardner, Tianna Bartoletta e Tori Bowie festeggiano l'oro vinto nella 4×100 m ai Giochi olimpici di

| Stagione | Tempo | Luogo       | Data      | Rank. Mond. |
| -------- | ----- | ----------- | --------- | ----------- |
| 2021     | 23"58 | Berkeley    | 10-4-2021 |             |
| 2014     | 22"68 | New York    | 14-6-2014 | 23ª         |
| 2013     | 23"30 | George Town | 8-5-2013  | 139ª        |
| 2012     | 22"37 | Ponce       | 12-5-2012 | 9ª          |
| 2010     | 23"27 | Sundsvall   | 8-8-2010  | 98ª         |
| 2006     | 23"83 | Gainesville | 1-4-2006  | 332ª        |
| 2005     | 23"68 | Nashville   | 13-5-2005 | 222ª        |
| 2004     | 23"66 | Walnut      | 18-4-2004 | 250ª        |
| 2003     | 24"21 | Raleigh     | 14-6-2003 |             |
| 2002     | 23"92 | Dayton      | 14-7-2002 | 302ª        |

### Salto in lungo
| Stagione | Misura | Luogo           | Data      | Rank. Mond. |
| -------- | ------ | --------------- | --------- | ----------- |
| 2021     | 6,54 m | Eugene          | 24-6-2021 |             |
| 2020     | 5,93 m | Des Moines      | 29-8-2020 |             |
| 2019     | 6,32 m | Nanchino        | 21-5-2019 |             |
| 2018     | 6,74 m | Padova          | 8-6-2018  | 21ª         |
| 2017     | 7,01 m | Sacramento      | 24-6-2017 | 2ª          |
| 2016     | 7,17 m | Rio de Janeiro  | 17-8-2016 | 2ª          |
| 2015     | 7,14 m | Pechino         | 28-8-2015 | 1ª          |
| 2014     | 7,02 m | Oslo            | 11-6-2014 | 1ª          |
| 2012     | 6,48 m | Ponce           | 12-5-2012 | 115ª        |
| 2011     | 6,21 m | Dakar           | 28-5-2011 | 263ª        |
| 2010     | 6,44 m | Karlstad        | 15-7-2010 | 111ª        |
| 2009     | 6,48 m | Walnut          | 18-4-2009 | 86ª         |
| 2008     | 6,53 m | Eugene          | 3-7-2008  | 80ª         |
| 2007     | 6,60 m | Modesto         | 5-5-2007  | 53ª         |
| 2006     | 6,60 m | Parigi          | 26-8-2006 | 47ª         |
| 2005     | 6,89 m | Helsinki        | 10-8-2005 | 4ª          |
| 2004     | 6,60 m | College Station | 26-6-2004 | 45ª         |
| 2003     | 6,28 m | Raleigh         | 13-6-2003 | 204ª        |
| 2002     | 6,29 m | Oberlin         | 23-3-2002 | 173ª        |

## Palmarès

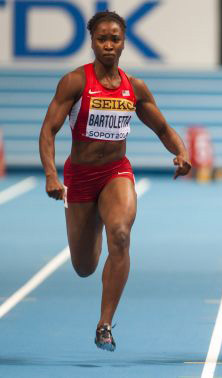
Tianna Bartoletta durante i Mondiali indoor di

| Anno | Manifestazione  | Sede           | Evento         | Risultato  | Prestazione | Note                                     |
| ---- | --------------- | -------------- | -------------- | ---------- | ----------- | ---------------------------------------- |
| 2005 | Mondiali        | Helsinki       | Salto in lungo | Oro        | 6,89 m      | Miglior prestazione personale            |
| 2006 | Mondiali indoor | Mosca          | Salto in lungo | Oro        | 6,80 m      | Miglior prestazione personale            |
| 2007 | Mondiali        | Osaka          | Salto in lungo | 10ª        | 6,47 m      |                                          |
| 2012 | Mondiali indoor | Istanbul       | 60 m piani     | Bronzo     | 7"09        |                                          |
| 2012 | Giochi olimpici | Londra         | 100 m piani    | 4ª         | 10"85       | Miglior prestazione personale            |
| 2012 | Giochi olimpici | Londra         | 4×100 m        | Oro        | 40"82       | Record mondiale                          |
| 2014 | Mondiali indoor | Sopot          | 60 m piani     | Bronzo     | 7"06        | Miglior prestazione personale stagionale |
| 2014 | World Relays    | Nassau         | 4×100 m        | Oro        | 41"88       | Record dei campionati                    |
| 2015 | World Relays    | Nassau         | 4×100 m        | Argento    | 42"32       | Miglior prestazione personale stagionale |
| 2015 | Mondiali        | Pechino        | Salto in lungo | Oro        | 7,14 m      | Miglior prestazione mondiale stagionale  |
| 2016 | Giochi olimpici | Rio de Janeiro | 100 m piani    | Semifinale | 11"00       |                                          |
| 2016 | Giochi olimpici | Rio de Janeiro | Salto in lungo | Oro        | 7,17 m      | Miglior prestazione personale            |
| 2016 | Giochi olimpici | Rio de Janeiro | 4×100 m        | Oro        | 41"01       | Miglior prestazione personale stagionale |
| 2017 | World Relays    | Nassau         | 4×100 m        | Finale     | dnf         |                                          |
| 2017 | Mondiali        | Londra         | Salto in lungo | Bronzo     | 6,97 m      |                                          |

## Campionati nazionali
- 1 volta campionessa nazionale dei 100 m piani (2014)
- 2 volte campionessa nazionale del salto in lungo (2015, 2017)
- 3 volte campionessa nazionale indoor dei 60 m piani (2012, 2014, 2015)

## Altre competizioni internazionali
2014
- Bronzo in Coppa continentale ( Marrakech), salto in lungo - 6,45 m
- Oro in Coppa continentale ( Marrakech), 4×100 m - 42"44
- Vincitrice della Diamond League nella specialità del salto in lungo (16 punti)

2015
- Vincitrice della Diamond League nella specialità del salto in lungo (20 punti)